# Triaenobunus pilosus
Triaenobunus pilosus is een hooiwagen uit de familie Triaenonychidae.